# Ultra-Trail du Mont-Blanc
O Ultra-Trail du Mont-Blanc (denominado também UTMB) é uma ultramaratona de montanha. Acontece uma vez por ano nos Alpes, atravessando França, Itália e Suiça. Com uma distância de cerca de 166 km e um desnível positivo de 9.400 metros, é considerada a corrida em trilha mais prestigiada da Europa. É uma das maiores corridas em trilha em número de participantes, com cerca de 100.000.
Enquanto os mais rápidos corredores completam o percurso em pouco mais de 20 horas, a maioria dos corredores fazem-no entre 30 e 45 horas. Não há prêmio econômico para os ganhadores.
Desde 2006, se organiza uma segunda corrida, com a metade do percurso (Courmayeur - Champex - Chamonix), e uma terceira corrida foi adicionada em 2009: "Sur les Traces des Ducs de Savoie" (TDS).
Atualmente, as corridas são as seguintes:
- UTMB: Ultra-Trail du Tour du Mont-Blanc (166 km +9.400 m)
- CCC: Courmayeur - Champex - Chamonix (98 km +5.600 m)
- TDS: Sur les Traces des Ducs de Savoie (105 km +6.700 m)
- PTL: La Petite Trotte à Léon (250 km +18.000 m)

## Campeões UTMB

### Feminino
| Ano  | Vencedora         | Segunda          | Terceira           |
| ---- | ----------------- | ---------------- | ------------------ |
| 2004 | Colette Bocard    | Martina Juda     | Monique Muhlen     |
| 2005 | Lizzy Hawker      | Simone Kayser    | Magali Juvenal     |
| 2006 | Karine Herry      | Simone Kayser    | Patricia Signorio  |
| 2007 | Nikki Kimball     | Mónica Aguilera  | Karine Herry       |
| 2008 | Lizzy Hawker      | Karine Herry     | Catherine Dubois   |
| 2009 | Krissy Moehl      | Lizzy Hawker     | Mónica Aguilera    |
| 2010 | Edição cancelada  | Edição cancelada | Edição cancelada   |
| 2011 | Lizzy Hawker      | Nerea Martínez   | Darcy Piceu Africa |
| 2012 | Lizzy Hawker      | Francesca Canepa | Emma Roca          |
| 2013 | Rory Bosio        | Núria Picas      | Emma Roca          |
| 2014 | Rory Bosio        | Núria Picas      | Nathalie Mauclair  |
| 2015 | Nathalie Mauclair | Uxue Fraile      | Denise Zimmermann  |

### Masculino
| Ano  | Ganhador             | Segundo                          | Terceiro            |
| ---- | -------------------- | -------------------------------- | ------------------- |
| 2004 | Vincent Delebarre    | Dawa Sherpa                      | Jean-Claude Pache   |
| 2005 | Christophe Jacquerod | Vincent Delebarre                | Marco Olmo          |
| 2006 | Marco Olmo           | Csaba Németh                     | Vincent Delebarre   |
| 2007 | Marco Olmo           | Jens Lukas                       | Nicolas Mermoud     |
| 2008 | Kilian Jornet        | Dawa Sherpa                      | Julien Chorier      |
| 2009 | Kilian Jornet        | Sébastien Chaigneau              | Tsuyoshi Kaburaki   |
| 2010 | Edição cancelada     | Edição cancelada                 | Edição cancelada    |
| 2011 | Kilian Jornet        | Iker Karrera                     | Sébastien Chaigneau |
| 2012 | Francois D´Haene     | Jonas Buud                       | Michael Foote       |
| 2013 | Xavier Thévenard     | Miguel Heras                     | Javi Domínguez      |
| 2014 | Francois D´Haene     | Cristòfol Castanyer Iker Karrera |                     |
| 2015 | Xavier Thévenard     | Luis Alberto Hernando            | David Laney         |